# Humpback Rocks
Humpback Rocks är klippor i Sydgeorgien och Sydsandwichöarna (Storbritannien). De ligger i den nordvästra delen av Sydgeorgien och Sydsandwichöarna.
Terrängen runt Humpback Rocks är kuperad. Havet är nära Humpback Rocks åt nordost.